# Melidoni

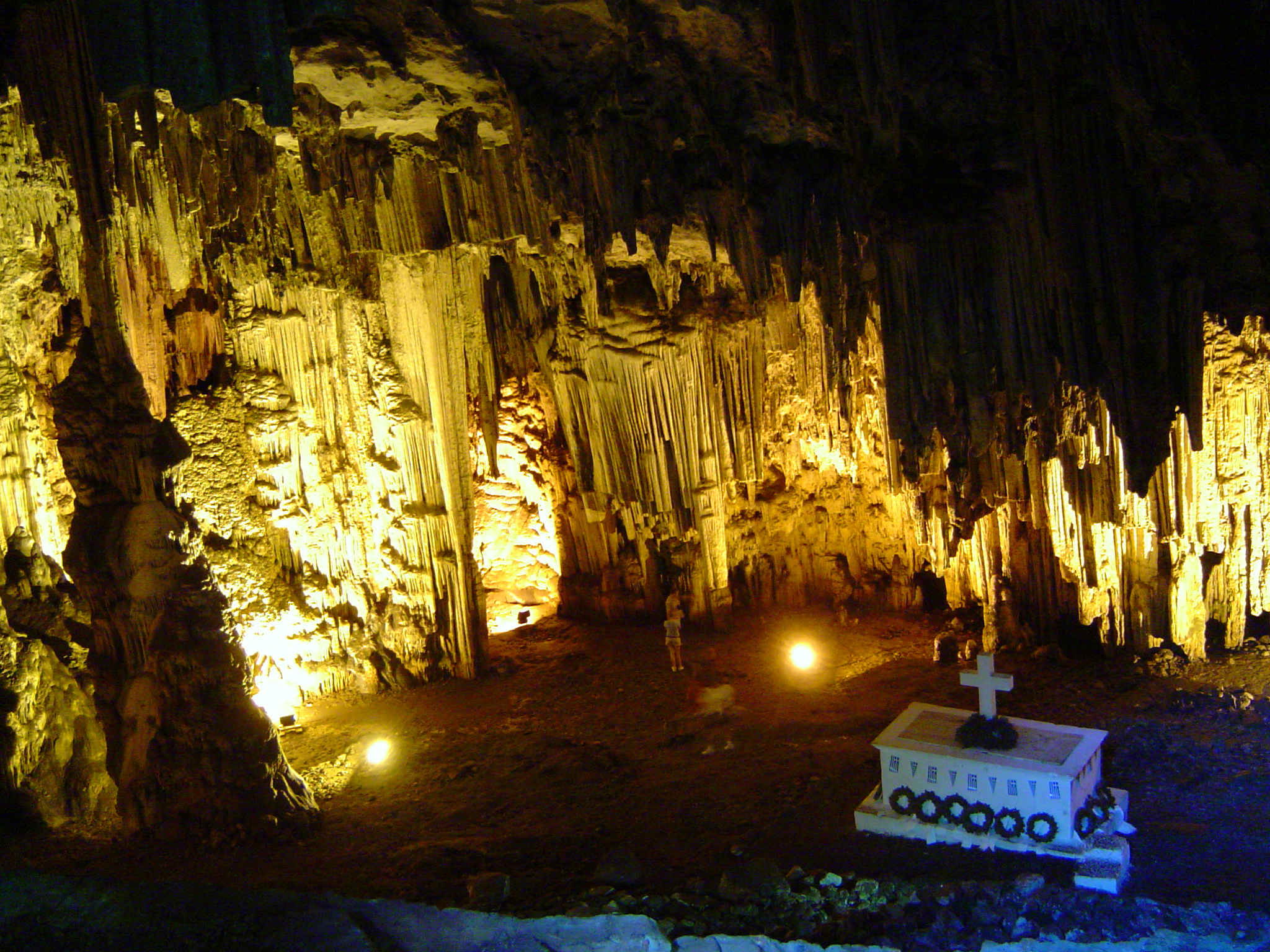
Melidoni-Höhle

Melidoni (griechisch Μελιδόνι [mɛliˈðɔni] (n. sg.)) ist ein typisches kretisches Bergdorf auf einer kleinen Hochebene in der Gemeinde Mylopotamos. Die Gegend ist geprägt durch Landwirtschaft und Köhlerei. Hier arbeiten noch viele Köhler nach der jahrhundertealten Methode mit Kohlenmeiler. An einem Berghang oberhalb des Dorfes liegt eine als altes Höhlenheiligtum genutzte Tropfsteinhöhle mit neuem christlichen Altar.
Die Höhle steht wie das nahegelegene Kloster Arkadi im Zusammenhang mit dem Widerstand der Kreter gegen die türkische Besatzung. Im Jahre 1824 erstickten in der Höhle 340 Einwohner sowie 30 kretische Widerstandskämpfer durch ein Feuer, das die Türken gelegt hatten, da sie sich nicht ergeben wollten. Die sterblichen Überreste sind in einem Altar aufbewahrt, der sich in der Mitte der kuppelförmigen Höhle befindet. Die Tropfsteinhöhle hat in der kretischen Geschichte die gleiche Bedeutung wie das Kloster Arkadi.
Koordinaten: 35° 23′ N, 24° 44′ O